# Sony Pictures Animation
A Sony Pictures Animation Inc. egy amerikai animációs stúdió, amely a Sony Pictures Entertainment tulajdonában van. 2002. május 9-én alakult. A stúdió filmjeit a Columbia Pictures és a Sony Pictures Home Entertainment adja ki.
A stúdió első filmje, a Nagyon vadon 2006. szeptember 29-én került a mozikba, legutóbbi filmjük pedig a Hotel Transylvania – Transzformánia volt 2022. január 14-én.

## Folyamat
A Warner Animation Grouphoz és a Paramount Animationhöz hasonlóan a stúdió is más animációs cégekkel és vizuális effekteket készítő stúdiókkal készítteti el filmjeit, míg a filmek többségét a Sony Pictures Imageworks leányvállalat animálja. Néhány film, mint például a Karácsony Artúr és a Kalózok! – A kétballábas banda a Sony Pictures Animation égisze alatt jelentek meg, míg mások, mint a Libabőr és a Nyúl Péter, a stúdió részvétele nélkül készültek.

## Filmsorozatok

2006-tól 2011-ig használt logó

2011-tól 2018-ig használt logó

| Cím                                           | Filmek | Rövid filmek | TV évadok | Megjelenési dátum |
| --------------------------------------------- | ------ | ------------ | --------- | ----------------- |
| Nagyon vadon                                  | 4      | 1            | 0         | 2006–2016         |
| Vigyázz, kész, szörf!                         | 2      | 0            | 0         | 2007–2017         |
| Derült égből fasírt                           | 2      | 4            | 2         | 2009–2018         |
| Hupikék törpikék                              | 3      | 2            | 0         | 2011–2017         |
| Hotel Transylvania – Ahol a szörnyek lazulnak | 4      | 3            | 2         | 2012–napjainkig   |
| Libabőr                                       | 2      | 0            | 0         | 2015–2018         |